# Рожков, Валерий Николаевич
Валерий Николаевич Рожков (род. 24 декабря 1958, Краснокамск, Пермская область) — советский самбист, победитель Всесоюзных юношеских игр 1977 года, чемпион (1984) и серебряный призёр (1986) чемпионатов СССР по самбо, победитель командного чемпионата мира, мастер спорта СССР международного класса.

## Биография
Выступал в полулёгкой весовой категории (до 57 кг). Наставником Рожкова был Василий Перчик. В 1992—1996 годах Рожков был старшим участковым инспектором милиции. Затем работал старшим дознавателем в противопожарной службе. В 2000 году в звании майора вышел в отставку.

## Спортивные результаты
- Чемпионат СССР по самбо 1984 года — ;
- Чемпионат СССР по самбо 1986 года — ;